# Championnat de France de basket-ball de deuxième division 1934-1935
Navigation
Saison précédente Saison suivante
La saison 1934-35 du championnat de France de basket-ball Honneur est la 4e édition du championnat de France de basket-ball de deuxième division. L'US Métro est titré champion de France.

## Présentation
Les autres clubs s'affrontent en deux tours préliminaires, puis sont rejoints par les perdants des barrages pour un troisième tour préliminaire. Avant une phase finale à partir des 1/16 de finale. 

## Compétition

### 1ertour préliminaire
73 matchs ont lieu lors de ce premiers tour. Les rencontres se déroulent les 21 et 28 octobre. Un certain nombre de clubs sont exempts.

### 2etour préliminaire
56 matchs ont lieu lors de ce premier tour. Les rencontres se déroulent le 18 novembre 1934.

### 3etour préliminaire
Les 3 équipes perdantes des qualifications pour l'Excellence sont exemptes de ce tour. 29 matchs sont joués le 9 décembre 1934.

### 4etour préliminaire
Les 32 clubs qualifiés se disputent les 16 places pour les 1/16 de finale le 23 décembre 1934,.

### 1/16 de finale
Les 32 équipes qualifiées s'affrontent dans des matchs à élimination directe le 13 janvier 1935,.
| Club 1         | Score   | Club 2            |
| -------------- | ------- | ----------------- |
| ASSBH          | 29 - 28 | AC Wattrelos      |
| US Métro       | 39 - 6  | JA Troyes         |
| St-Ch Alfort   | 13 - 46 | F. Dinardaise     |
| ASB Conseil    | 23 - 30 | AS Strasbourg     |
| ESJPN          | 60 - 31 | SCA Tourbais      |
| US Suisse      | 25 - 23 | US Trait          |
| CS Plaisance   | 22 - 26 | AS Saint-Rogatien |
| FOC Grenoble   | 19 - 49 | US Assomption     |
| St Et Muhlouse | 27 - 33 | CRS 4 Chemins     |
| CAUFA Romilly  | 37 - 28 | Championnet Sp    |
| SBUC           | 27 - 18 | AC Citron         |
| AS Cannes      | 26 - 18 | US Aix            |
| SS Nilvange    | 53 - 25 | Alerte Strasbourg |
| CRO            | forfait | JSP Issy          |
| US Tourcoing   | forfait | RCF               |
| FO Piscenois   | 45 - 23 | AS Midi           |

### 1/8 de finale
Les 16 équipes qualifiées s'affrontent dans des matchs à élimination directe le 3 février 1935.
| Club 1        | Score   | Club 2            |
| ------------- | ------- | ----------------- |
| US Métro      | forfait | CAUFA Romilly     |
| CRS 4 Chemins | 48 - 25 | US Assomption     |
| JSP Issy      | 31 - 18 | AS Cannes         |
| US Suisse     | 32 - 25 | SS Nilvange       |
| ESJPN         | 22 - 37 | SBUC              |
| ASSBH         | 26 - 27 | FO Piscenois      |
| AS Strasbourg | 29 - 26 | AS Saint-Rogatien |
| F. Dinardaise | 26 - 45 | US Tourcoing      |

### 1/4 de finale
Les 8 équipes qualifiées s'affrontent dans des matchs à élimination directe le 24 février 1935,.
| Club 1        | Score   | Club 2        |
| ------------- | ------- | ------------- |
| CRS 4 Chemins | 46 - 32 | JSP Issy      |
| FO Piscenois  | 42 - 15 | AS Strasbourg |
| US Tourcoing  | 39 - 15 | US Suisse     |
| US Métro      | 26 - 15 | SBUC          |

### 1/2 finale
Les 4 équipes qualifiées s'affrontent dans des matchs à élimination directe le 24 mars 1935,.
| Club 1        | Score   | Club 2       |
| ------------- | ------- | ------------ |
| CRS 4 Chemins | 25 - 36 | US Métro     |
| US Tourcoing  | 25 - 27 | FO Piscenois |

### Finale

#### Match
La finale se joue sur le terrain de l'Union Sportive Aixoise à Aix-en-Provence le 14 avril 1935.
| Club 1       | Score   | Club 2   |
| ------------ | ------- | -------- |
| FO Piscenois | 14 - 25 | US Métro |

L'US Métro est couronné champion de France d'Honneur 1934-1935.